# Amanda Nunes
Amanda Lioness Nunes (hay Amanda Lourenço Nunes, sinh ngày 30 tháng 05 năm 1988) là nữ vận động viên mixed martial arts (MMA) chuyên nghiệp người Brasil. Cô hiện đang ký hợp đồng và thi đấu tại Ultimate Fighting Championship (UFC) và là Nhà đương kim vô địch của hạng cân bantamweight và featherweight toàn thế giới. Cô là người phụ nữ đầu tiên trở thành nhà vô địch UFC hai hạng cân, và là võ sĩ thứ ba trong lịch sử UFC giữ đồng thời danh hiệu vô địch ở hai hạng cân, sau Conor McGregor và Daniel Cormier, và cũng là võ sĩ đầu tiên và duy nhất trong lịch sử UFC bảo vệ được hai danh hiệu trong cùng lúc.
Amanda Nunes là người đồng tính nữ với nhiều thành tích nổi danh và xuất sắc, được đông đảo người hâm mộ lẫn nhóm nghiên cứu đánh giá là nữ võ sĩ MMA vĩ đại nhất mọi thời đại. Tính đến năm 2021, cô đứng thứ nhất trong Bảng xếp hạng Ultimate Fighting Championship toàn diện võ sĩ phái nữ (pound for pound).

## Thời niên thiếu
Amanda Nunes sinh ngày 30 tháng 05 năm 1988 tại đô thị Pojuca, bang Bahia, Brasil. Cô là con út trong gia đình có ba chị em gái, lớn lên cùng mẹ đơn thân ở một thị trấn nhỏ ngoại ô. Từ năm bốn tuổi, cô bắt đầu tập luyện Karate và theo đuổi tập luyện Quyền anh năm 16 tuổi. Chị gái của cô cũng là một người tập luyện võ thuật, đã giới thiệu cô tới một võ đường Brazilian Jiu-Jitsu, tiếp tục học hỏi bộ môn này. Suốt thời niên thiếu, Amanda Nunes được tiếp tục, bền bỉ với ba bộ môn: karate – xây dựng cơ thể ổn định, vững chắc; boxing – thông thạo kỹ thuật sử dụng tay, bộ phận linh hoạt nhất của con người; và BJJ – nhu thuật tạo ra sự dẻo dai và luân chuyển tốc độ cho toàn thân. Từ đó, cô sở hữu kỹ thuật đa dạng và hoàn thiện trong chiến đấu, am hiểu cả kỹ thuật tấn công trực diện và tẫn công chiến lược tùy hoàn cảnh.

## Sự nghiệp

### Thời kỳ đầu
Kết thúc thời thơ ấu, Amanda Nunes rời Brasil, đi về phương Bắc để theo đuổi giấc mơ võ thuật của mình. Cô tới New Jersey và tập luyện tại AMA Fight Club trước khi chuyển đến Miami để tập luyện tại MMA Masters và American Top Team ở Coconut Creek, Florida. Ở tuổi trưởng thành, hình trạng chuẩn của cô xoay quanh 140 pound, cô đã thi đấu ở cả hai hạng cân 135 pound (61 kg) và 145 pound (66 kg). Ngày 03 tháng 08 năm 2008, Amanda Nunes ra mắt chuyên nghiệp tại Prime MMA Championship 2. Cô phải đối mặt với Ana Maria và đã bị đối thủ đánh bằng đòn khóa khuỷu tay ở hiệp đầu tiên, tức đã thua trận ra mắt. Sau đó, cô thắng liên tiếp năm trận một cách thuyết phục, xòa mờ đi thất bại ban đầu. Giai đoạn tiếp theo từ năm 2011, cô tham gia thi đấu tại giải Strikeforce và Invicta FC.
Ngày 07 tháng 01 năm 2011, Amanda Nunes tham gia Strikeforce, khởi đầu tại Strikeforce Challengers: Woodley vs. Saffiedine ở Nashville, Tennessee. Cô đã đánh bại KO Julia Budd người Canada bằng loại cú đấm chỉ trong 14 giây. Sau đó, Lioness được lên kế hoạch đấu với Julie Kedzie tại Strikeforce: Overeem vs. Werdum vào ngày 18 tháng 06 năm 2011, tại Dallas, Texas. Tuy nhiên, trận đã bị hủy bỏ do cô gặp chấn thương ở chân. Nữa năm sau, chấn thương được chữa khỏi, cô đấu với Alexis Davis vào ngày 10 tháng 09 năm 2011, tại Strikeforce: Barnett vs. Kharitonov. Ở trận này, cô ấy đã thua TKO vào cuối hiệp hai. Ở hiệp đầu tiên, cô khởi đầu mạnh mẽ với những đòn đánh sử dụng lực, nhưng không có hiệu quả vì thiếu chính xác. Đến hiệp hai, cô tỏ ra đuối sức và trúng những đòn tay của đối thủ và đành chịu thua. Một năm sau, tháng 09 năm 2012, cô quay trở lại đấu trường và ký hợp đồng để đối mặt với Cat Zingano tại Strikeforce: Melendez vs. Healy, nhưng sự kiện này đã bị hủy bỏ khi trận đấu tâm điểm không thể diễn ra.
Năm 2012, cô ký hợp đồng thi đấu tại giải Invicta FC, được lên kế hoạch đối đầu với Milana Dudieva tại Invicta FC 2: Baszler vs. McMann, tuy nhiên, đối thủ đã rút khỏi trận do bị ốm. Sau đó, cô được lên kế hoạch đối mặt với Leslie Smith thay thế, nhưng đối thủ thứ hai cũng rút lui do chấn thương và cuối cùng cô phải đối mặt với Raquel Pa'aluhi. Cô đã giành chiến thắng thông qua kỹ thuật khỏa cổ trực tiếp ở hiệp đầu tiên. Vào ngày 05 tháng 01 năm 2013, Lioness thi đấu trận thứ hai tại Invicta FC, đối mặt với Sarah D'Alelio tại Invicta FC 4: Esparza vs. Hyatt. Cô đã thua trận đấu với quyết định unanimous. Tháng 04 năm 2013, cô được lên kế hoạch đối mặt với Kaitlin Young tại Invicta FC 5: Penne vs. Waterson, tuy nhiên buộc phải rút lui vì chấn thương cánh tay.

### Ultimate Fighting Championship
Cuối năm 2013, Amanda Nunes ngừng thi đấu tại các giải trước, được đề cử, lý hợp đồng chính thức thi đấu tại Ultimate Fighting Championship – giải đấu võ thuật lớn nhất hành tinh. Ra mắt trận đầu tại UFC 163 tại Rio de Janeiro, cô đã chiến thắng Sheila Gaff, rồi tiếp tục thắng TKO Germaine de Randamie tại UFC Fight Night 31 ở trận thứ hai. Sau trận này, Lioness được chỉ định là người thay thế cho Shayna Baszler để tham gia trận đấu với Sarah Kaufman tại The Ultimate Fighter Nations Finale. Tuy nhiên, cô sau đó đã rút khỏi trận đấu vì bị trật khớp. Nunes đối mặt với Cat Zingano vào ngày 27 tháng 09 năm 2014, tại UFC 178, cô đã thua TKO ở hiệp thứ ba mặc dù chiếm ưu thế hai hiệp đầu.

#### Bắt đầu kỷ nguyên
Amanda Nunes nghỉ ngơi sáu tháng để tự đánh giá lại khả năng của mình, quyết tâm quay trở lại một cách hoàn thiện hơn. Năm 2015, khi 27 tuổi, cô tiếp tục thi đấu UFC, đối mặt với Shayna Baszler tại UFC Fight Night 62. Lúc này, cô chỉ đang xếp hạng bậc thấp ở phía nữ. Cô đã thắng trận đấu qua TKO ở hiệp đầu tiên bằng đòn phá chân, trực tiếp tê liệt khớp đùi của đối thủ bằng hàng loạt đòn lực mạnh, thuộc hệ kỹ thuật cường lực cẳng chân nổi tiếng của Muay Thái và Kyokushin Karate. Tháng 08 cùng năm, cô tham trận gặp Sara McMann tại UFC Fight Night 73, giành chiến thắng bằng đòn khóa trực tiếp cổ thuộc hệ kỹ thuật BJJ. Tháng 03 năm 2016, Lioness đối mặt với Valentina Shevchenko tại UFC 196, tiếp tục thắng bằng quyết định unaminous (29–28, 29–27, và 29–27). Sau khi tích lũy được chuỗi ba trận thắng, cô được nâng hạng, trở thành ứng viên vô địch, tham trận đối mặt với Miesha Tate trong trận tranh đai vô địch hạng bantamweight nữ UFC vào ngày 09 tháng 07 năm 2016, tại UFC 200. Trong trận này, ngay hiệp một, cô đã khiến Miesha Tate choáng váng bằng các đòn tấn công kỹ thuật đầu gối và những cú đấm, sau đó giành chiến thắng với khóa cổ trực tiếp. Chiến thắng giúp cô trở thành nhà vô địch hạng bantamweight UFC của phái nữ.

#### Bảo vệ đai
Sau khi giành được đai vô địch, Amanda Nunes bắt đầu công cuộc bảo vệ đai. Vào ngày 30 tháng 12 năm 2016, cô đã có trận bảo vệ đai đầu tiên trước siêu sao MMA Ronda Rousey trong sự kiện chính tại UFC 207, và thắng trận đấu qua TKO nhờ cú đấm tại giây 48 ở hiệp đầu tiên. Tháng 07 năm 2017, cô được dự kiến sẽ đối đầu với Valentina Shevchenko trong trận tái đấu tại UFC 213, nhưng tổ chức muộn hơn tại UFC 215, trận mà cô giành chiến thắng bằng quyết định số đông. Tháng 05 năm 2018, cô đối mặt với Raquel Pennington tại UFC 224, hạ gục đối thủ ở hiệp thứ năm bằng cú đấm cực mạnh. Đây là sự kiện đầu tiên trong lịch sử UFC có sự tham gia của hai võ sĩ đồng tính công khai. Cuối năm 2018, cô quyết định thử nghiệm khả năng của mình, đã tăng hạng cân để đối mặt với Cris Cyborg trong trận tranh đai vô địch hạng featherweight nữ UFC tại UFC 232. Trong trận đấu nổi tiếng này, Lioness đã hạ gục Cyborg trong 51 giây của hiệp đầu tiên để trở thành nhà vô địch hạng featherweight mới của UFC. Điều này khiến cô trở thành người phụ nữ đầu tiên trong lịch sử UFC đồng thời giữ đai vô địch ở các hạng đấu khác nhau. Chiến thắng này cũng mang về cho cô giải thưởng Performance of the Night. Tháng 07 năm 2019, cô trở lại hạng bantamweight để bảo vệ đai trước nhà vô địch Holly Holm tại UFC 239. Cô đã thắng trận KO ở cuối hiệp một bằng chuỗi đòn kết hợp giữa cú đá mu bàn chân cùng các đòn đấm đơn phối kết hợp liên tục. Chiến thắng này đã mang về cho cô giải thưởng Performance of the Night. Đến cuối năm 2019, cô đối mặt với Germaine de Randamie tại UFC 245 để bảo vệ đai vô địch hạng bantamweight và tiếp tục bảo vệ thành công bằng điểm số. Chiến thắng này khiến cô trở thành nữ võ sĩ có số trận thắng nhiều nhất trong các trận đấu tranh đai dành cho phái nữ tại UFC, với số liệu bảy trận thắng.
Năm 2020, Amanda Nunes ban đầu được lên lịch đấu Felicia Spencer tại UFC 250, tuy nhiên, Chủ tịch của UFC Dana White thông báo rằng sự kiện này đã bị hoãn lại. Trận đấu được đẩy sang UFC 250, cô đã giành chiến thắng thông qua quyết định đồng thuận thuận. Cuối năm 2021, cô được dự kiến sẽ bảo vệ đai hạng featherweight của mình trước Megan Anderson vào tháng 12 tại UFC 256, tuy nhiên, cô đã rút lui vì chấn thương và trận đấu được hoãn lại đến năm 2021, dự kiến tại UFC 259.

## Đời tư
Amanda Nunes là nhà vô địch đồng tính nữ công khai đầu tiên trong lịch sử UFC. Cô đã kết hôn với võ sĩ UFC Nina Ansaroff, người thi đấu ở hạng strawweight. Lioness từng phát biểu rằng thành công UFC của cô là do mối quan hệ tình cảm của họ đã khiến tinh thần của bản thân luôn luôn vững chắc. Vào ngày 24 tháng 09 năm 2020, Nina Ansaroff sinh đứa con đầu lòng của cặp đôi qua thụ tinh ống nghiệm, phối trứng cấy vào tử cung, con gái Raegan Ann Nunes.

## Thành tựu
Tại Ultimate Fighting Championship:
- Vô địch hạng bantamweight nữ UFC (hiện tại): 05 lần bảo vệ danh hiệu thành công;
- Vô địch hạng featherweight nữ UFC (hiện tại): 01 lần bảo vệ danh hiệu thành công;
- Người phụ nữ đầu tiên trong lịch sử UFC giành được hai danh hiệu (bantamweight và featherweight) và đồng thời giữ chúng;[65]
- Võ sĩ đầu tiên trong lịch sử UFC bảo vệ danh hiệu ở hai hạng cân khác nhau trong khi giữ cả hai danh hiệu cùng một lúc;[66]
- Đương kim vô địch UFC hiện tại lâu nhất; đồng thời là nữ vô địch UFC lâu nhất mọi thời đại;
- Thời kỳ giữ danh hiệu UFC dài thứ năm mọi thời đại (sau Anderson Silva, Demetrious Johnson, Georges St-Pierre và Jose Aldo);
- Performance of the Night (05 lần) vs. Sara McMann, Miesha Tate, Ronda Rousey, Cris Cyborg và Holly Holm;[49]
- Nữ võ sĩ thắng nhiều nhất trong lịch sử UFC (13);[67]
- Sở hữu nhiều trận thắng KO nhất trong lịch sử hạng bantamweight nữ của UFC (06); và nhiều trận thắng trong hiệp một nhất lịch sử hạng bantamweight nữ của UFC (08);[68]
- Nữ võ sĩ có nhiều trận thắng liên tiếp nhất trong lịch sử UFC (11);[69]
- Chuỗi trận thắng dài thứ hai tại UFC (11) (sau Kamaru Usman);[69]
- Nhà vô địch đa hạng cân thứ sáu trong lịch sử UFC;[67]
- Nắm giữ chiến thắng trước sáu nhà vô địch UFC trước đây hoặc hiện tại, cùng với Jon Jones: thắng Miesha Tate, Ronda Rousey, Valentina Shevchenko (hai lần), Holly Holm, Germaine de Randamie (hai lần) và Cris Cyborg;[67]

Thành tựu nhận được từ các hãng phân tích thể thao:
- Nữ chiến binh của năm 2016,[70] 2018,[71] 2019;[72]
- Giải thưởng về Tầm nhìn Bình đẳng năm 2016;[73]

## Thống kê

### Thành tích UFC
| Thống kê thành tích chuyên nghiệp |          |        |
| 24 trận                           | 20 thắng | 4 thua |
| Bằng knockout                     | 13       | 2      |
| Bằng submission                   | 3        | 1      |
| Bằng quyết định trọng tài         | 4        | 1      |

| KQ     | Chỉ số | Đối thủ              | Dạng                  | Sự kiện                                         | Ngày                 | Hiệp | Giờ  | Địa điểm                        | Ghi chú                                             |
| ------ | ------ | -------------------- | --------------------- | ----------------------------------------------- | -------------------- | ---- | ---- | ------------------------------- | --------------------------------------------------- |
| Thắng  | 20–4   | Felicia Spencer      | Decision (unanimous)  | UFC 250                                         | 6 tháng 6 năm 2020   | 5    | 5:00 | Hoa Kỳ, Las Vegas, Nevada       | Bảo vệ đai featherweight.                           |
| Thắng  | 19–4   | Germaine de Randamie | Decision (unanimous)  | UFC 245                                         | 14 tháng 12 năm 2019 | 5    | 5:00 | Hoa Kỳ, Las Vegas, Nevada       | Bảo vệ đai bantamweight.                            |
| Thắng  | 18–4   | Holly Holm           | TKO (đá và đấm)       | UFC 239                                         | 6 tháng 7 năm 2019   | 1    | 4:10 | Hoa Kỳ, Las Vegas, Nevada       | Bảo vệ đai bantamweight. Performance of the Night.  |
| Thắng  | 17–4   | Cris Cyborg          | KO (đấm)              | UFC 232                                         | 29 tháng 12 năm 2018 | 1    | 0:51 | Hoa Kỳ, Inglewood, California   | Giành đai featherweight. Performance of the Night.  |
| Thắng  | 16–4   | Raquel Pennington    | TKO (đấm)             | UFC 224                                         | 12 tháng 5 năm 2018  | 5    | 2:36 | Brasil, Rio de Janeiro          | Bảo vệ đai bantamweight.                            |
| Có Win | 15–4   | Valentina Shevchenko | Decision (split)      | UFC 215                                         | 9 tháng 9 năm 2017   | 5    | 5:00 | Canada, Edmonton, Alberta       | Bảo vệ đai bantamweight.                            |
| Thắng  | 14–4   | Ronda Rousey         | TKO (đấm)             | UFC 207                                         | 30 tháng 12 năm 2016 | 1    | 0:48 | Hoa Kỳ, Las Vegas, Nevada       | Bảo vệ đai bantamweight. Performance of the Night.  |
| Thắng  | 13–4   | Miesha Tate          | Submission (khóa cổ)  | UFC 200                                         | 9 tháng 7 năm 2016   | 1    | 3:16 | Hoa Kỳ, Las Vegas, Nevada       | Giành đai bantamweight]]. Performance of the Night. |
| Thắng  | 12–4   | Valentina Shevchenko | Decision (unanimous)  | UFC 196                                         | 5 tháng 3 năm 2016   | 3    | 5:00 | Hoa Kỳ, Las Vegas, Nevada       |                                                     |
| Thắng  | 11–4   | Sara McMann          | Submission (khóa cổ)  | UFC Fight Night: Teixeira vs. Saint Preux       | 8 tháng 8 năm 2015   | 1    | 2:53 | Hoa Kỳ, Nashville, Tennessee    | Performance of the Night.                           |
| Thắng  | 10–4   | Shayna Baszler       | TKO (đá đùi)          | UFC Fight Night: Maia vs. LaFlare               | 21 tháng 3 năm 2015  | 1    | 1:56 | Brasil, Rio de Janeiro          |                                                     |
| Thua   | 9–4    | Cat Zingano          | TKO (gối và đấm)      | UFC 178                                         | 27 tháng 9 năm 2014  | 3    | 1:21 | Hoa Kỳ, Las Vegas, Nevada       |                                                     |
| Thắng  | 9–3    | Germaine de Randamie | TKO (gối)             | UFC: Fight for the Troops 3                     | 6 tháng 11 năm 2013  | 1    | 3:56 | Hoa Kỳ, Fort Campbell, Kentucky |                                                     |
| Thắng  | 8–3    | Sheila Gaff          | TKO (đấm và gối)      | UFC 163                                         | 3 tháng 8 năm 2013   | 1    | 2:08 | Brasil, Rio de Janeiro          |                                                     |
| Thua   | 7–3    | Sarah D'Alelio       | Decision (unanimous)  | Invicta FC 4: Esparza vs. Hyatt                 | 5 tháng 1 năm 2013   | 3    | 5:00 | Hoa Kỳ, Kansas City, Kansas     |                                                     |
| Thắng  | 7–2    | Raquel Pa'aluhi      | Submission (khóa cổ)  | Invicta FC 2: Baszler vs. McMann                | 28 tháng 7 năm 2012  | 1    | 2:24 | Hoa Kỳ, Kansas City, Kansas     |                                                     |
| Thua   | 6–2    | Alexis Davis         | TKO (đấm)             | Strikeforce: Barnett vs. Kharitonov             | 10 tháng 9 năm 2011  | 2    | 4:53 | Hoa Kỳ, Cincinnati, Ohio        | Bantamweight debut.                                 |
| Thắng  | 6–1    | Julia Budd           | KO (đấm)              | Strikeforce Challengers: Woodley vs. Saffiedine | 7 tháng 1 năm 2011   | 1    | 0:14 | Hoa Kỳ, Nashville, Tennessee    |                                                     |
| Thắng  | 5–1    | Ediane Gomes         | TKO (đấm)             | Bitetti Combat 6                                | 25 tháng 2 năm 2010  | 2    | 3:00 | Brasil, Brasília                |                                                     |
| Thắng  | 4–1    | Vanessa Porto        | TKO (khóa góc)        | Samurai FC 2: Warrior's Return                  | 12 tháng 12 năm 2009 | 2    | 5:00 | Brasil, Curitiba                |                                                     |
| Thắng  | 3–1    | Deise Lee Rocha      | TKO (đấm)             | Samurai Fight Combat                            | 12 tháng 9 năm 2009  | 1    | 1:08 | Brasil, Curitiba                |                                                     |
| Thắng  | 2–1    | Ana Maria Índia      | TKO (đấm)             | Prime: MMA Championship 3                       | 1 tháng 7 năm 2009   | 1    | 0:47 | Brasil, Salvador                |                                                     |
| Thắng  | 1–1    | Paty Barbosa         | TKO (khóa góc)        | Demo Fight 3                                    | 24 tháng 5 năm 2008  | 1    | 0:11 | Brasil, Salvador                |                                                     |
| Thua   | 0–1    | Ana Maria Índia      | Submission (cánh tay) | Prime: MMA Championship 2                       | 8 tháng 3 năm 2008   | 1    | 0:35 | Brasil, Salvador                | Featherweight debut.                                |

### PPV
| Thứ tự        | Sự kiện       | Trận                   | Ngày                      | Hội họp             | Tp.                       | Mua PPV   |
| ------------- | ------------- | ---------------------- | ------------------------- | ------------------- | ------------------------- | --------- |
| 1.            | UFC 200       | Tate vs. Nunes         | Ngày 9 tháng 7 năm 2016   | T-Mobile Arena      | Hoa Kỳ, Las Vegas, Nevada | 1.009.000 |
| 2.            | UFC 207       | Nunes vs. Rousey       | Ngày 30 tháng 12 năm 2016 | T-Mobile Arena      | Hoa Kỳ, Las Vegas         | 1.100.000 |
| 3.            | UFC 215       | Nunes vs. Shevchenko 2 | Ngày 9 tháng 9 năm 2017   | Rogers Place        | Canada, Edmonton, Alberta | 100.000   |
| 4.            | UFC 224       | Nunes vs. Pennington   | Ngày 12 tháng 5 năm 2018  | Đấu trường Jeunesse | Brasil, Rio de Janeiro    | 85.000    |
| Tổng doanh số | Tổng doanh số | Tổng doanh số          | Tổng doanh số             | Tổng doanh số       | Tổng doanh số             | 2.294.000 |